# Buchenwald

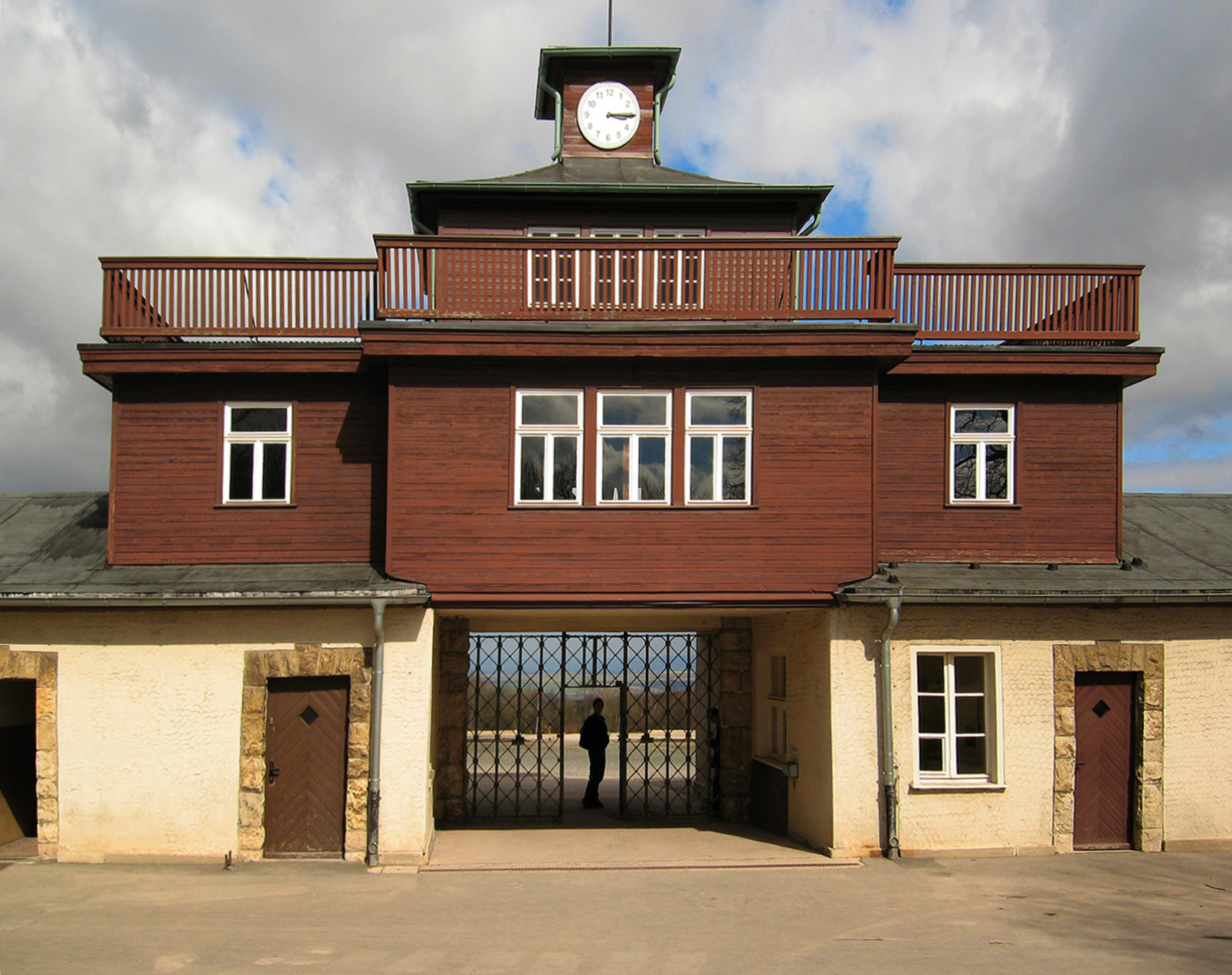
Toegangspoort tot het kamp

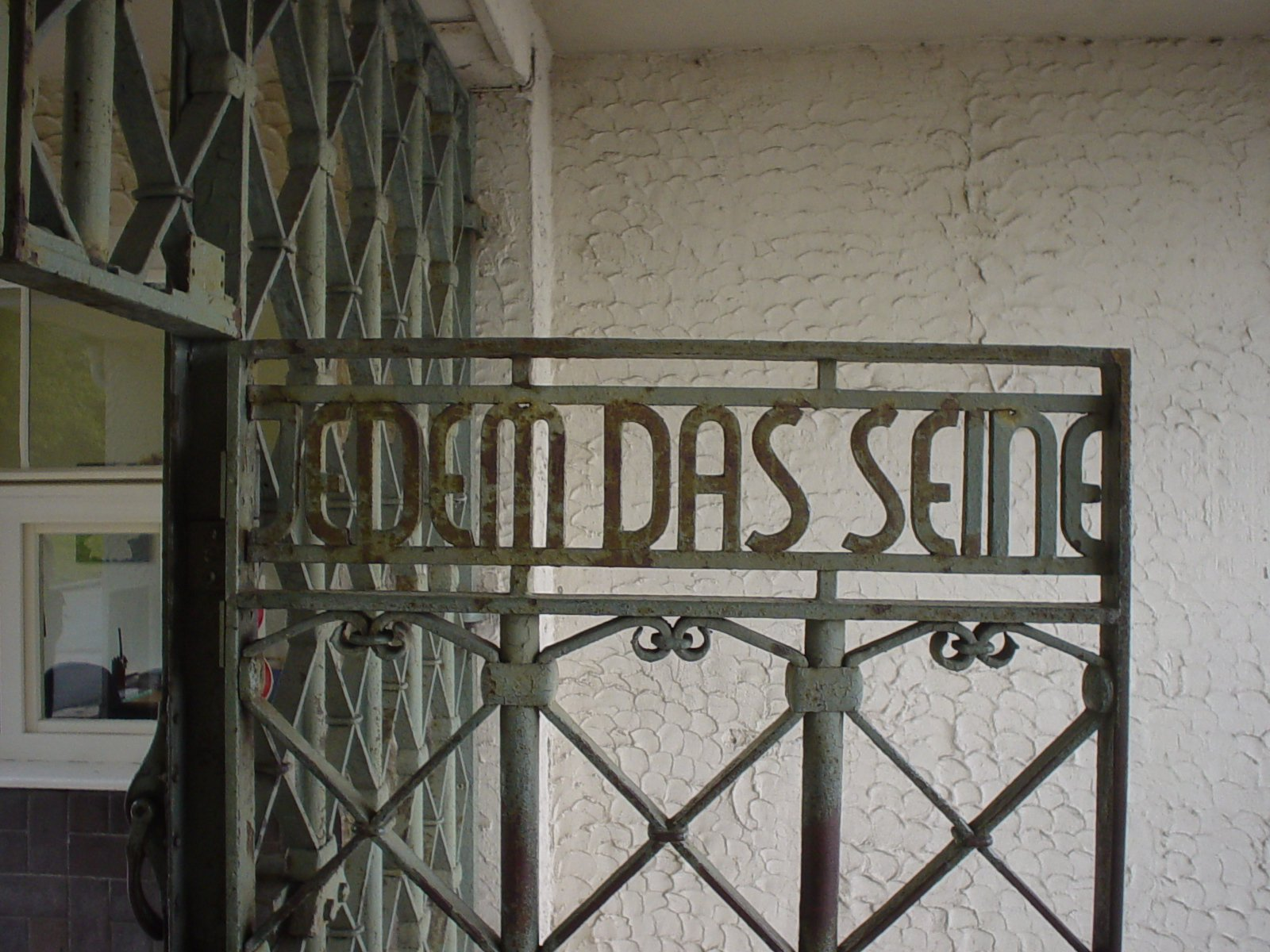
Het hek van Buchenwald: "Jedem das seine" (Ieder het zijne)

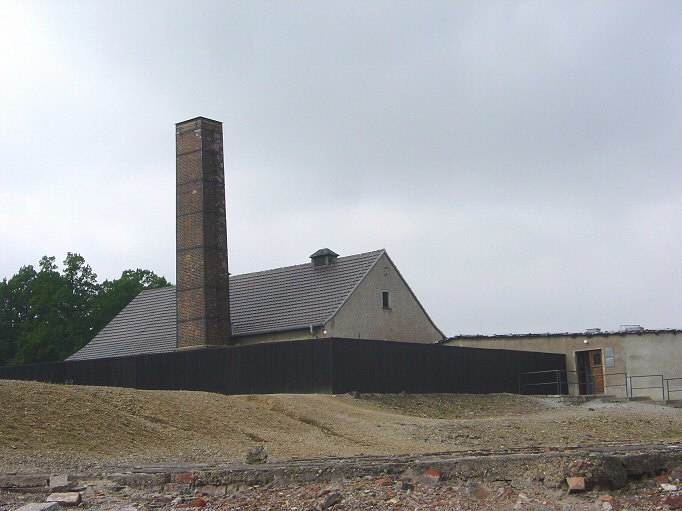
Het crematorium

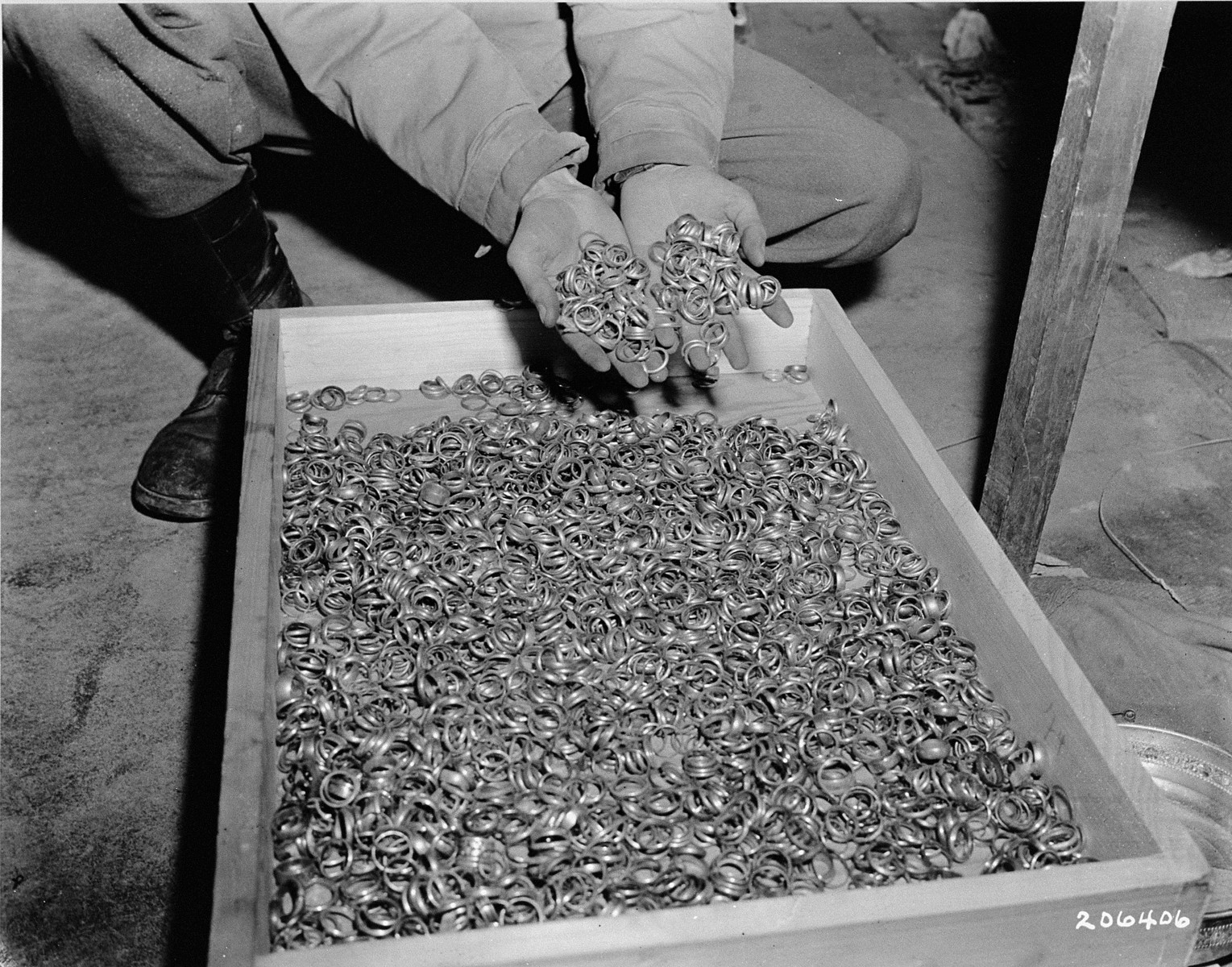
Verwijderde trouwringen

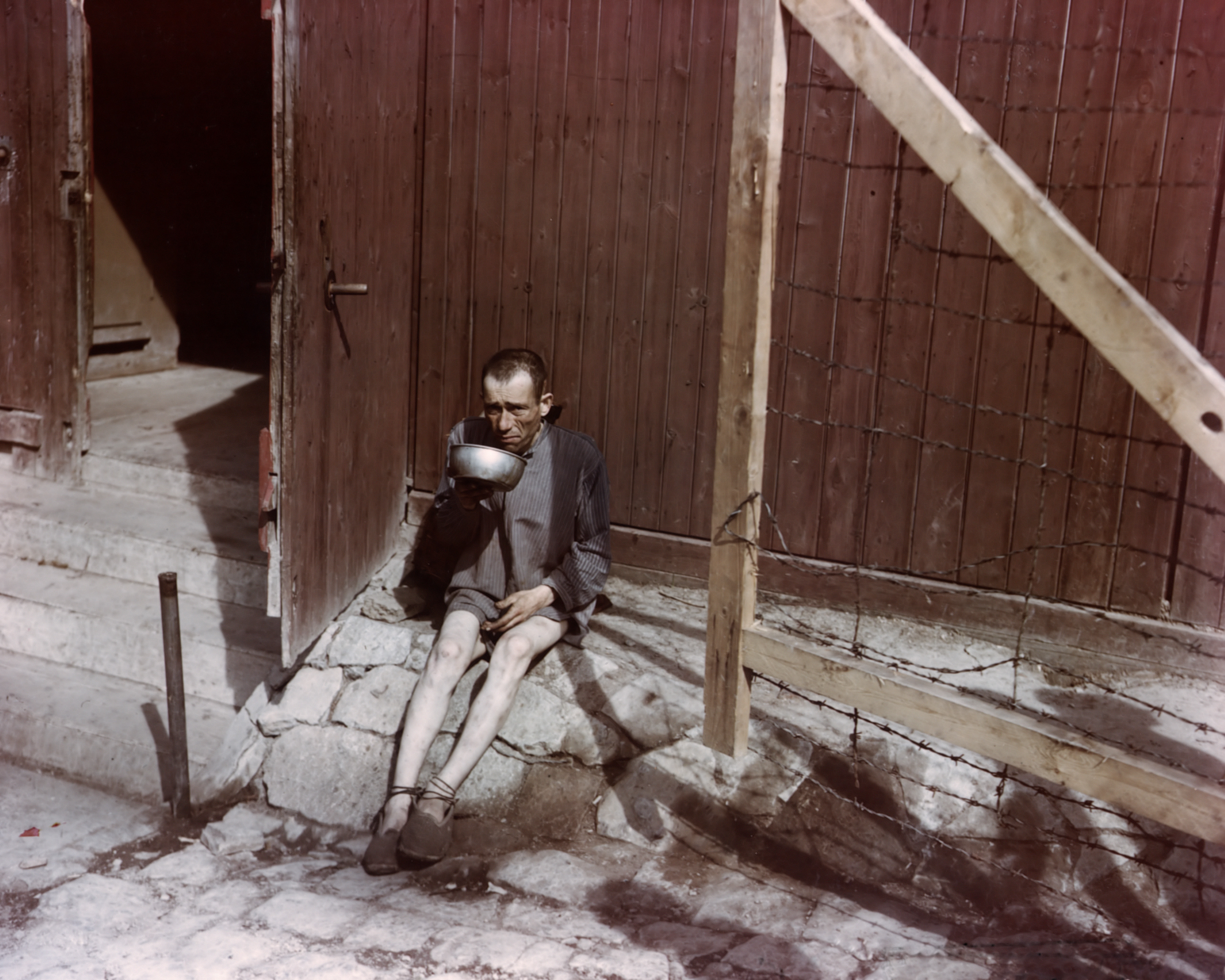
Overlevende van Buchenwald

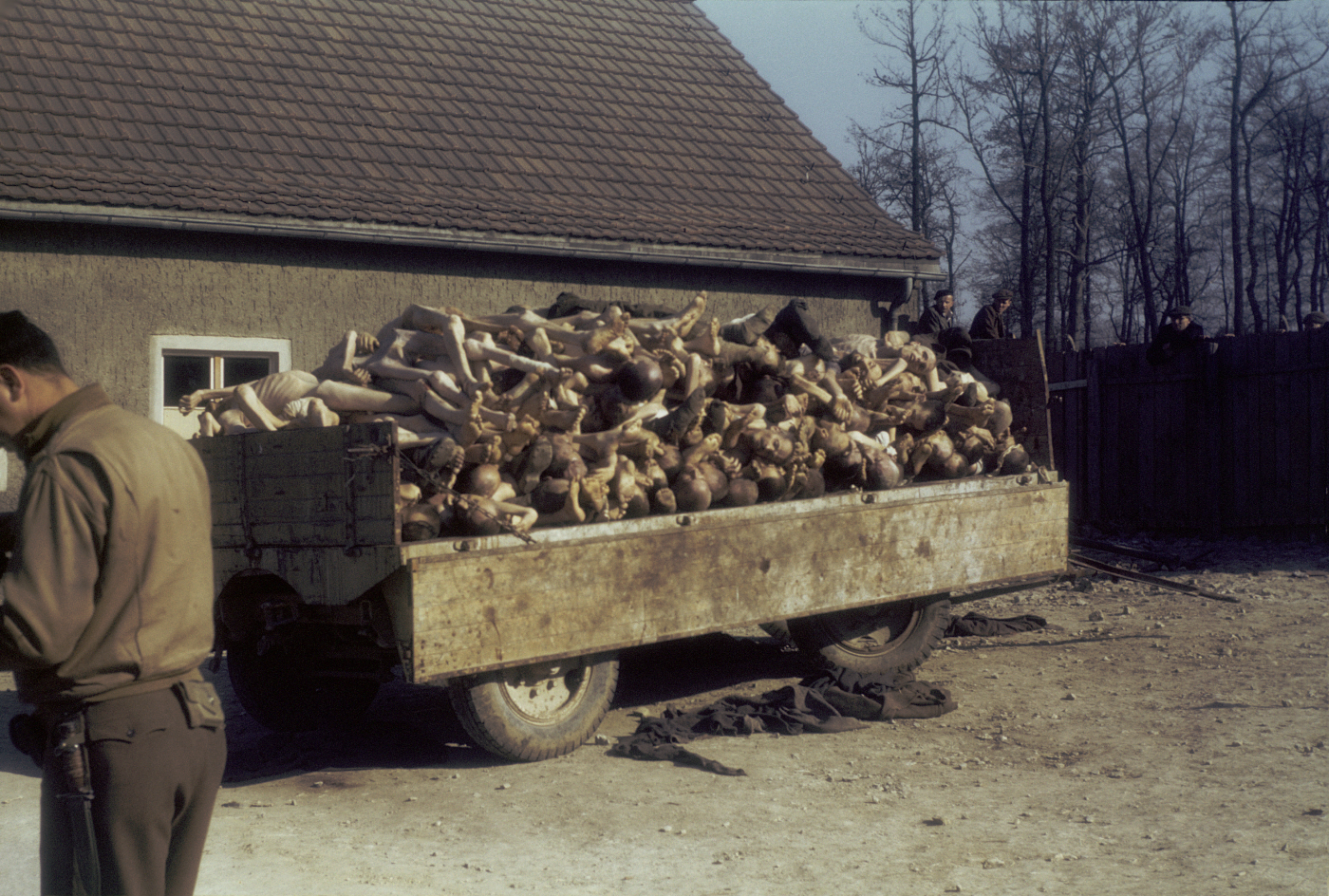
Een wagen met lijken voor het crematorium

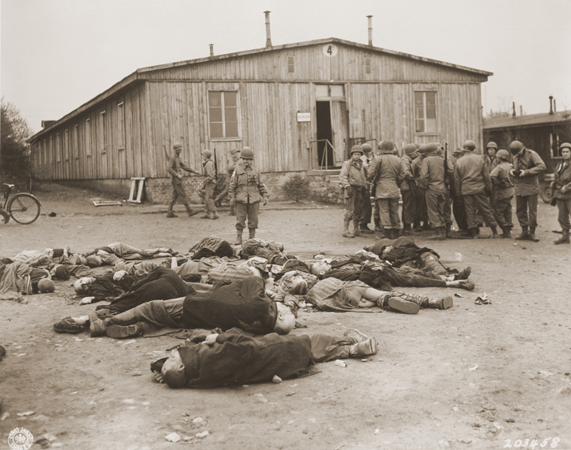
Subkamp Ohrdruf

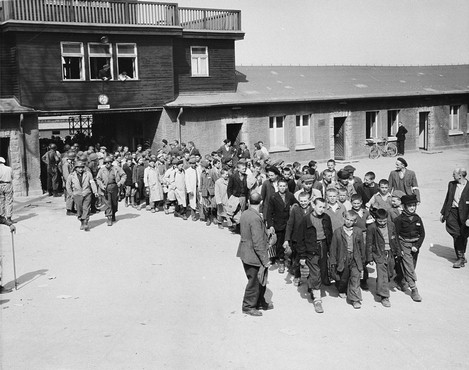
Kinderen die Buchenwald overleefd hebben

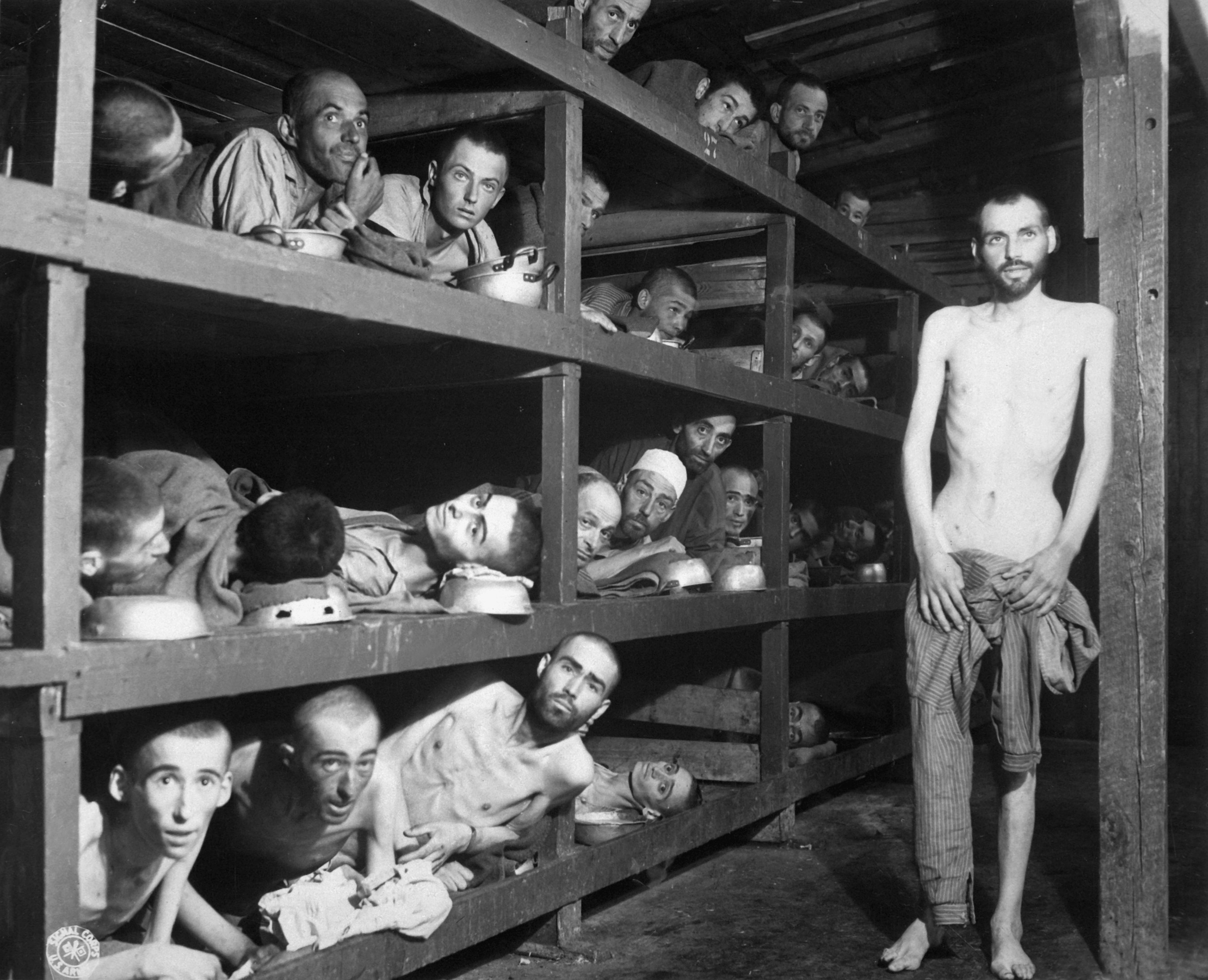
Zwaar ondervoede Joodse gevangenen in Buchenwald bij de bevrijding op 16 april 1945. Op de foto zijn Eli Wiesel (tweede rij, zevende van links) en Max Hamburger (vierde van links op de onderste rij) te zien.

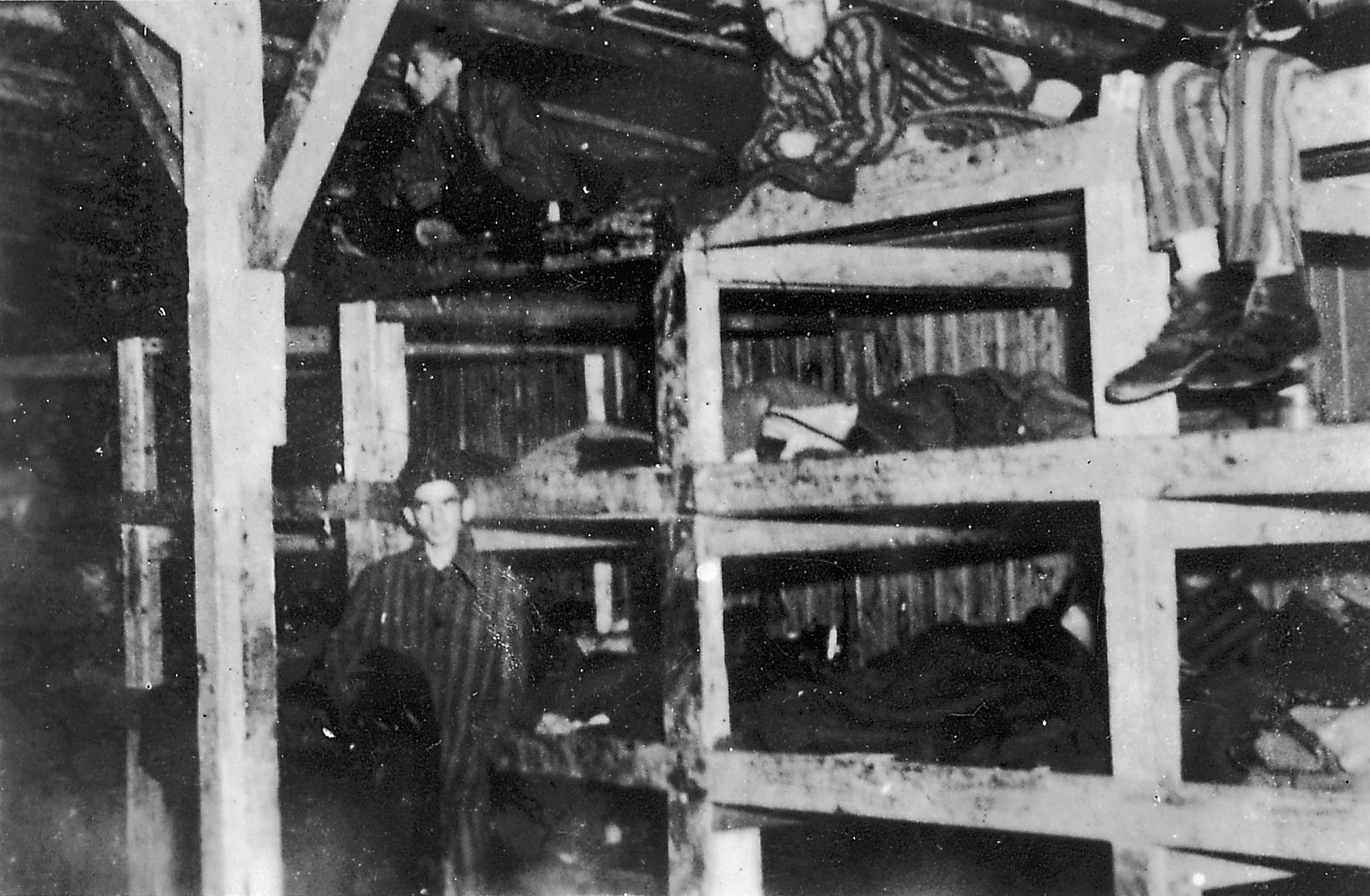
Opnieuw zwaar ondervoede gevangenen, foto genomen op 16 april 1945

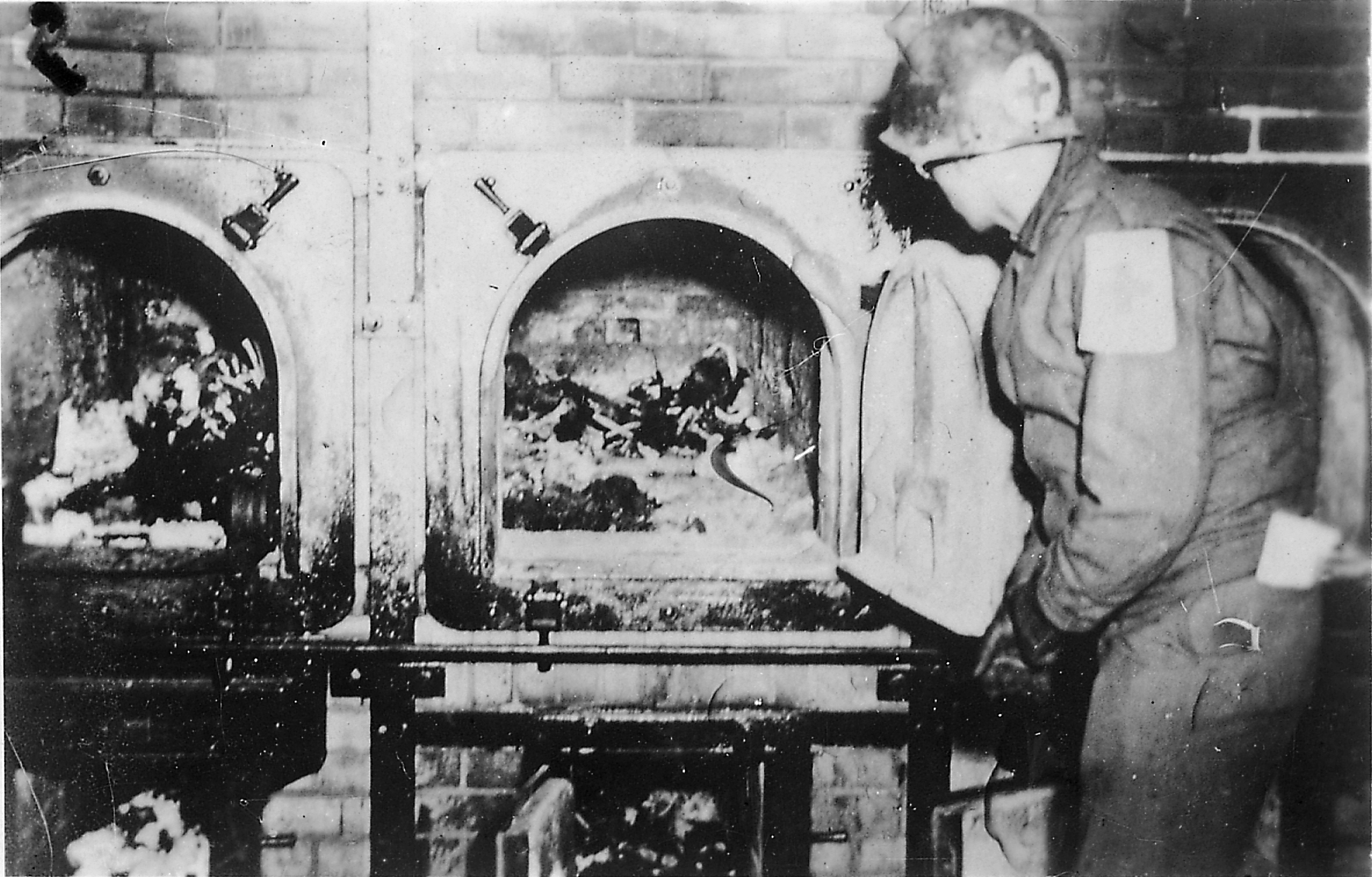
Resterende menselijk botten in de ovens, foto genomen tijdens de bevrijding door Jules Rouard, oorlogsvrijwilliger bij 1e Amerikaanse leger

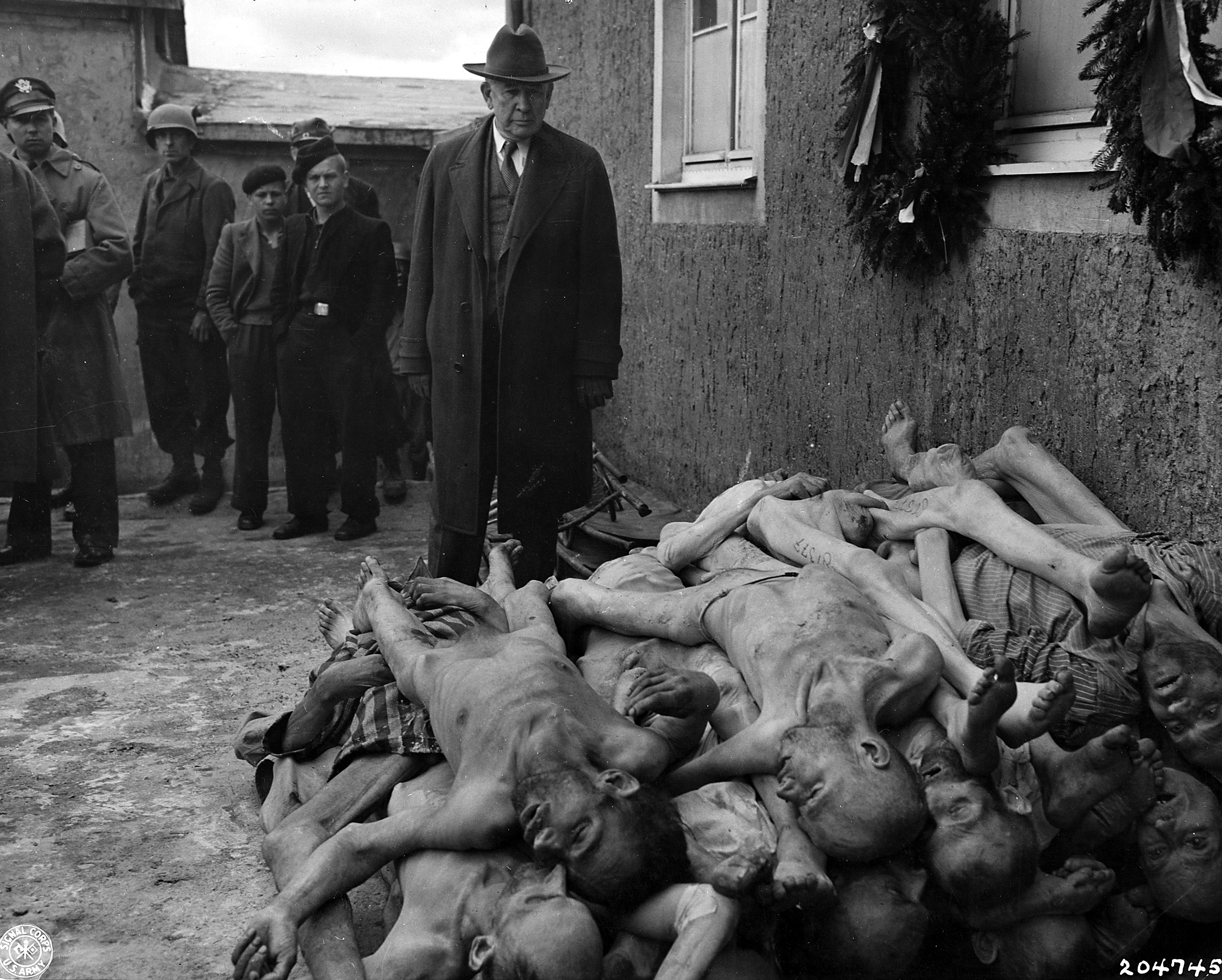
De Amerikaanse senator Alben W. Barkley uit Kentucky, een lid van de commissie van het Amerikaanse congres dat de wreedheden van de nazi's onderzocht, beziet het bewijs uit de eerste hand in Buchenwald

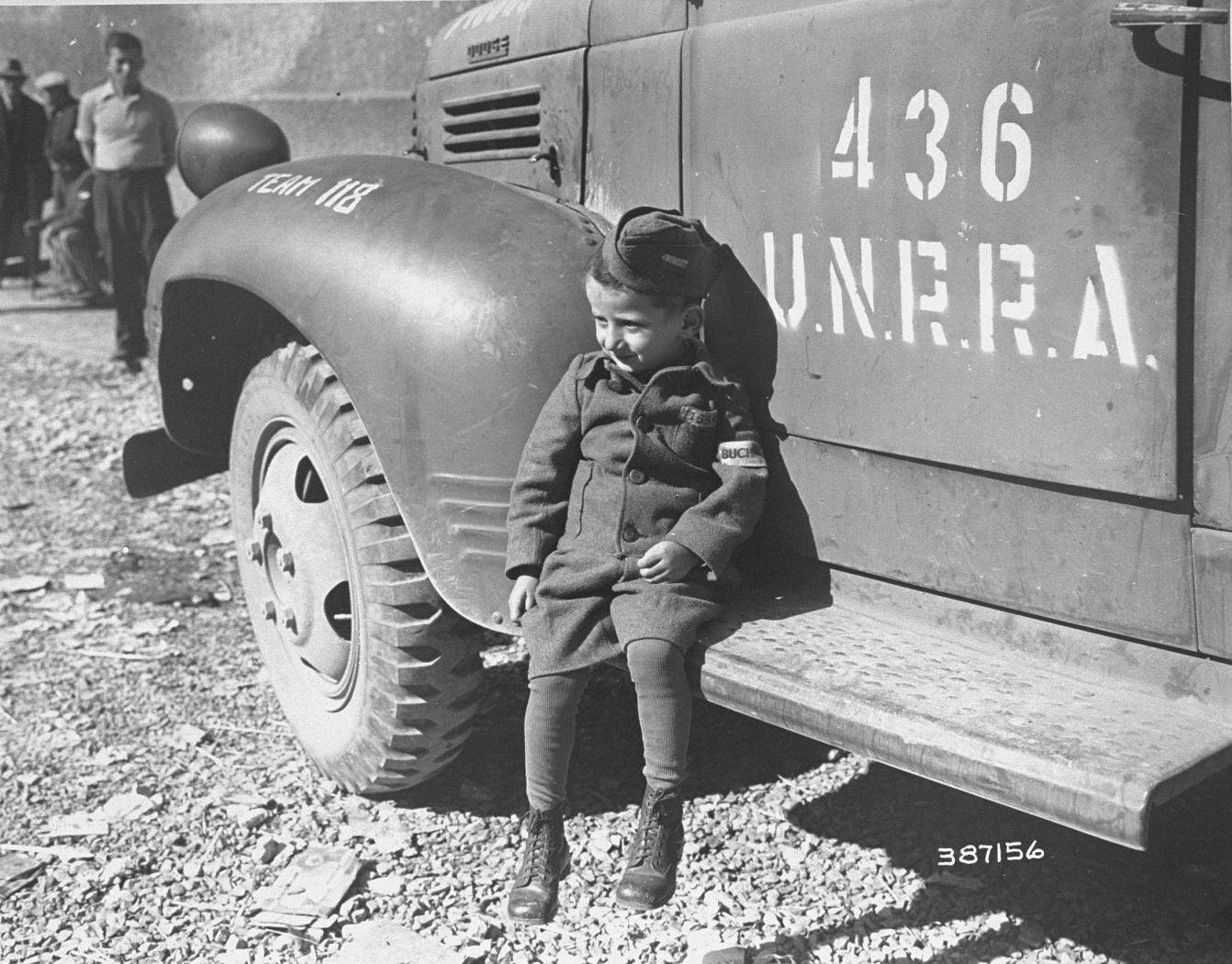
Joseph Schleifstein, vier jaar oud, heeft Buchenwald overleefd. De SS'ers gebruikten hem als mascotte, dat was zijn redding

Buchenwald was tijdens de Tweede Wereldoorlog een concentratiekamp in nazi-Duitsland in een bosrijke omgeving nabij de stad Weimar. Het bijna volledig van de buitenwereld afgesloten kamp werd in 1937 aangelegd door SS'ers en gevangenen. Buchenwald werd op 11 april 1945 bevrijd door de zesde pantserdivisie van het derde Amerikaanse leger. In eerste instantie heette het kamp Konzentrationslager Ettersberg naar de locatie, maar werd al snel omgedoopt naar Konzentrationslager Buchenwald/Post Weimar op voorspraak van de cultuurcommissie van Weimar.

## Voor de oorlog
Heinrich Himmler gaf opdracht om Buchenwald te bouwen. Het kamp was berekend op 8.000 gevangenen en was in eerste instantie bedoeld voor politieke gevangenen en criminelen. De eerste 149 gevangenen - communisten, Jehova's getuigen, Roma en Sinti, criminelen en homoseksuelen - kwamen in kamp Buchenwald aan op 15 juli 1937. Ze waren afkomstig uit andere kampen, zoals Sachsenhausen en Lichtenburg. De gevangenen werden tewerkgesteld bij de aanleg van het kamp, de bouw van de barakken, kazernes, woonhuizen en de aanleg van straten.
Tegen het einde van 1937 waren in het kamp al 2561 gedetineerden, 48 waren er overleden en gecremeerd in het crematorium van Weimar. Vanaf april 1938 werden duizenden 'werkschuwen' (mensen die toegewezen werk hebben geweigerd) en daklozen in het kamp geïnterneerd. Tevens werd in elke categorie gevangenen een subcategorie Joden gedefinieerd.
In het najaar van 1938 kwamen de eerste Oostenrijkse gevangenen uit Dachau aan in Buchenwald. Onder hen veel vooraanstaande Joodse kunstenaars en wetenschappers. Tegen het einde van 1938 waren er meer dan 11.000 gevangenen in Buchenwald. Gedurende 1938 stierven er 771, waaronder 408 van Joodse afkomst.

## Vanaf 1939
Na het uitbreken van de oorlog in 1939 arriveerden 8.500 mannelijke gevangenen, waaronder zevenhonderd Tsjechen, honderden Roma, meer dan 2200 Polen en meer dan duizend Weense Joden. Drieduizend Polen en Joden werden in het Sonderlager samengeperst, waar ze van honger en uitputting omkwamen.
De aanslag op Adolf Hitler op 8 november 1939 werd door de SS gewroken met de executie van 21 Joden in een steengroeve. De overgebleven Joden moesten het drie dagen zonder eten doen.
Eind 1939 waren er 11.807 gevangenen, in de loop van dat jaar bleken er 1235 in Buchenwald te zijn gestorven.
In 1940 werd begonnen met de bouw van een crematorium in het kamp. In september zou het bevel volgen, dat de lijken voor crematie moesten worden ontdaan van gouden kronen. Honderden gevangenen, voornamelijk Roma en Weense Joden kwamen door ontberingen, kou en dwangarbeid om het leven in de winter van 1940. In de zomer van dat jaar kwamen ook 232 Nederlandse gevangenen naar Buchenwald. Eind 1940 waren er 7440 gevangenen, in 1940 zouden er 1772 sterven.
In de winter van 1941 arriveerde opnieuw een Nederlands transport, met 389 Nederlandse Joden. In het voorjaar werden de Nederlandse Joden en de Roma en Sinti op transport gezet naar Mauthausen, waar de meesten bij dwangarbeid in de steengroeve om het leven kwamen.
Vanaf september 1941 arriveerden ook Sovjetkrijgsgevangenen in het kamp. Er werd een speciale executieplaats aangelegd, waar men in de daaropvolgende twee jaar ongeveer 8000 van deze krijgsgevangenen met een nekschot executeerde.
In 1941 arriveerde een groep Nederlandse gevangenen van de verzetsgroep De Geuzen in het kamp. In maart 1942 kwam er een groep van 179 Nederlandse verzetsmensen, waaronder een grote groep communisten uit voornamelijk Den Haag en Groningen, in het kamp. Veel van deze mensen waren Nacht und Nebel-gevangenen, die voor een groot deel naar Groß-Rosen of later Natzweiler-Struthof zouden worden doorgestuurd.
Eind 1941 werd commandant Koch overgeplaatst naar Lublin. Er waren 7.911 gevangenen in het kamp, en 1903 Sovjet krijgsgevangenen. In 1941 kwamen 1522 mannen in het kamp om, er is geen statistiek beschikbaar die melding maakt van het aantal geëxecuteerde Sovjet krijgsgevangenen.
De nieuwe Lagerkommandant was Hermann Pister, hij trad in functie in januari 1942. In dat jaar werd een wapenfabriek gebouwd, en duizenden Sovjetdwangarbeiders kwamen naar het kamp. Groepen gehandicapten werden overgebracht naar Dachau, Joden naar Auschwitz. Tevens verordonneerde men, dat de haren van gevangenen moesten worden gebruikt om vilt en textiel van te fabriceren. Eind 1942 bedroeg het aantal gevangenen 9517, in dat jaar kwamen er 2.898 in het kamp om het leven.
In 1943 werden vele gevangenen tewerkgesteld in de wapenindustrie. Daartoe werden subkampen gebouwd bij Erla-Maschinenwerk GmbH in Leipzig, Junkers Flugzeugwerken in Schönebeck en Rautalwerken Wernigerode.
In Falkenhof werden de Franse regeringsleiders Édouard Daladier, Paul Reynaud en Léon Blum geïnterneerd. Tevens arriveerden de eerste groepen gevangenen, uit het doorvoerkamp Compiègne, in Buchenwald. Er werd gestart met de bouw van subkamp Dora, waar een raketfabriek werd gebouwd. Dwangarbeiders uit Oekraïne kwamen in het kamp. Einde 1943 waren er 37.319 gevangenen, 3516 kwamen er dat jaar om.
Begin 1944 werden 348 Noorse studenten geïnterneerd, die in 1943 in Oslo waren gearresteerd. 1888 zieken uit subkamp Dora werden op transport gezet naar Majdanek en Bergen-Belsen. Meer dan 20.000 gevangenen uit Buchenwald en haar subkampen waren tewerkgesteld in de wapenindustrie. De gevangenen waren chronisch ondervoed, en ca. 10% van hen leed aan open tuberculose.
In de zomer van 1944 was het kamp met 31.491 gevangenen overvol. Veel gevangenen moesten noodgedwongen in de open lucht of in tenten bivakkeren. Nog eens 43.500 gevangenen zaten in de 64 subkampen. Bij geallieerde bombardementen op wapenfabrieken en SS-kwartieren kwamen 388 gevangenen om het leven, en raakten meer dan 2.000 van hen gewond.
Een aantal vrouwenkampen van Ravensbrück werd 'overgenomen' door de leiding van Buchenwald. 200 Roma- en Sinti-kinderen werden ter vernietiging naar Auschwitz gebracht. In december 1944 waren er 15.500 Joden, de gevangenen uit diverse opgeheven werkkampen werden naar Buchenwald gebracht. In totaal verbleven er meer dan 87.000 gevangenen in het kamp en de subkampen, meer dan een derde daarvan waren kinderen en jongeren tot 20 jaar.
Door het oprukken van het Rode Leger werden steeds meer gevangenen uit andere kampen naar Buchenwald geëvacueerd. Zo kwamen er 4.200 Joden uit Czestochowa, 7.350 uit Auschwitz en nog eens 7800 uit Groß-Rosen. Degenen die levend aankomen zijn op sterven na dood door uitputting, kou en honger. Buchenwald werd daarmee het grootste kamp, er verbleven in februari 1945 112.000 gevangenen, waarvan 25.000 vrouwen. Ongeveer een derde was Joods. De omstandigheden werden nu ook door overbevolking steeds slechter, dagelijks stierven er tientallen mensen door ontberingen.
De dwangarbeid werd tot op het laatst in stand gehouden. Pas op het laatste moment werden subkampen ontruimd, waarbij de gevangenen die te zwak waren om te lopen werden doodgeschoten door SS'ers. Dit leidde tot massaslachtingen bij subkampen in Leipzig, Gardelegen en Ohrdruf. Begin april volgde van Pister het commando om het kamp te evacueren, er waren toen 47.500 gevangenen in het kamp. Circa 28.000 mensen werden in dodenmarsen richting Dachau, Flossenbürg en Theresienstadt gestuurd. Onderweg kwamen duizenden van hen om het leven door uitputting of werden vermoord.

## Opstand
In het kamp was een sterke ondergrondse beweging van de Duitse communisten, die samenwerking met buitenlandse communisten zochten. Voor de Nederlandse communisten was de contactman Henri Pieck en in mindere mate Jan Schalker en Leen Seegers. Vanaf 1942 begonnen de communisten met het verzamelen van wapens en het vormen van strijdgroepen. Uiteindelijk telden die groepen 850 man, die over 91 karabijnen en een machinegeweer beschikten. Bij het naderen van een Amerikaanse voorhoede bestormden de strijdgroepen de wachttorens en namen de macht in het kamp over; dat kon onder andere lukken omdat een deel van de SS-bewaking was meegetrokken met tienduizenden gevangenen die op het laatste moment te voet werden afgevoerd. Enige uren na de machtsovername dienden de eerste Amerikaanse militairen zich aan. Na twee dagen namen de Amerikanen de controle over en ontwapenden de ex-gevangenen. Na de oorlog zou de machtsovername in de Oost-Duitse propaganda worden opgeblazen tot een zelfbevrijding, wat natuurlijk sterk overdreven is, want zonder de nabijheid van de Amerikaanse troepen was een blijvende machtsovername onmogelijk geweest. In de westerse tegenpropaganda werd de actie van de gevangenen bij de bevrijding juist gemarginaliseerd, hetgeen ook een onjuiste weergave van de gebeurtenissen was.

## Bevrijding
Buchenwald werd op 11 april 1945 bevrijd door de zesde pantserdivisie van het derde Amerikaanse leger. Bij de komst van de Amerikanen waren er 21.000 gevangenen in het kamp, onder hen 1.000 kinderen jonger dan 14 jaar. Deze kinderen konden overleven doordat zij voedsel kregen van de volwassenen, vooral van de Denen die hun Rode Kruis-pakketten met hen deelden.
In de eerste maanden van 1945 tot aan de bevrijding waren er 13.969 mensen in het kamp omgekomen, en nog honderden stierven na de bevrijding aan uitputting en ziekte. Over het aantal doden dat bij de evacuatiemarsen is gevallen lopen de schattingen uiteen, maar zeker is dat het aantal meer dan 9.000 is.
Na de bevrijding dwongen de geallieerden de inwoners van Weimar om het kamp te bezoeken. Aanvankelijk dachten de inwoners dat het een 'uitje' was. Tijdens de kennismaking met de wreedheden in het kamp waren velen geschokt, men beweerde niets te weten van hetgeen in het kamp gebeurde.

## Wreedheden
Op de eerste mei 1938 werd voor het gehele kamp het middageten niet verstrekt, omdat er radijsjes uit de tuin zouden zijn gestolen. De dagelijkse waterverstrekking werd door kampcommandant Karl Koch vastgesteld op vier emmers per barak, waardoor ernstig watertekort onder de gevangenen ontstond.
Op 4 juni 1938 vond de eerste openbare terechtstelling in een Duits concentratiekamp plaats met de - voor het oog van de aangetreden gevangenen - ophanging van arbeider Emil Bargatzky. Duizend Joden werden opgesloten in een schapenstal en in het casco van de nog aan te leggen keuken, zonder bedden, tafels of stoelen. Bij het doorzoeken van de barakken werd het gehele interieur door de SS'ers kort en klein geslagen, en werden strozakken kapotgesneden. Bij anti-Joodse acties werden 9845 Joden in een prikkeldraadomheining geperst en gruwelijk mishandeld. 255 van hen overleefden dit niet.
In 1939 werd het voedsel voor de Joden gerantsoeneerd op 400 gram brood en een liter soep per dag.
Begin 1942 startten de medische experimenten in barakken 46 en 50. Gevangenen werden ingeënt met test-medicaties, geleverd door onder andere Behring-Werke en het Robert Koch Instituut in Berlijn. 145 gevangenen werden gedwongen deel te nemen aan de experimenten, waarvan er 5 overleden. In 1943 en 1944 zouden dit soort experimenten meerdere malen plaatsvinden.

## Dodental
In Buchenwald zaten gedurende het bestaan van het concentratiekamp 238.979 mensen opgesloten. Daarvan kwamen er 56.545 om het leven, onder wie 11.000 Joden.

## Bekende gevangenen in Buchenwald
- Bruno Apitz, Duits auteur
- Hermann Axen, Duits communist
- Bruno Bettelheim, Joods-Amerikaans schrijver, hoogleraar en kinderpsycholoog
- Léon Blum, Joods-Frans politicus, esperantist, premier van Frankrijk 1936-1938
- Marcel Dassault, Joods-Frans industrieel, schepper van de Mirage-straaljager
- Octaaf Demuynck; Belgisch verzetsstrijder, aangehouden te Lichtervelde wegens wapenbezit
- Frans Desmidt, Belgisch politicus, burgemeester Knokke, Vlaams volksvertegenwoordiger
- Ton Elias, Nederlands journalist
- Leopold Flam, Joods-Belgisch filosoof en historicus
- Ludwik Fleck, Pools immunoloog en wetenschapsfilosoof
- Jacques Grippa, Belgisch verzetsstrijder, communist, stafchef van de gewapende partizanen, in de eerste naoorlogse regering kabinetschef
- Jan Haken, Nederlands verzetsstrijder, communist en lid van de 2e kamer (CPN)
- Max Hamburger, Nederlands psychiater die later in binnen- en buitenland vertelde over zijn ervaringen
- Johan Barthold Frans van Hasselt, Nederlands verzetsstrijder, student civiele techniek te Delft
- Curt Herzstark uitvinder van de Curta calculator, een mechanische zakrekenmachine
- Stéphane Hessel, Frans diplomaat en schrijver
- Werner Hilpert, Duits politicus, later voorzitter van de CDU in Hessen
- Paul-Emile Janson, Belgische eerste minister
- Dolf Joekes Sr, Nederlands politicus, van 1948-1952 minister van Sociale Zaken
- Dolf Joekes Jr, zoon van Dolf Joekes Sr, gearresteerd bij de Pyreneeën, later werkzaam bij Shell
- Imre Kertész, Hongaars schrijver, winnaar Nobelprijs voor literatuur 2002; zijn boek 'Sorstalansag' is verfilmd als Fateless, 2005
- Fritz Kleinmann, Duits auteur
- Yisrael Meir Lau, Poolse Jood, later opperrabbijn van Tel Aviv
- Antonia van Luxemburg, vrouw van de laatste kroonprins van Beieren.
- Edouard de Maurissens, telg uit een Belgisch adellijk geslacht, burgemeester van Pellenberg
- Paul Morgan, Oostenrijks toneelspeler en medeoprichter van het Kabarett der Komiker
- Henry (Heinz) Oster, Duits auteur
- Henri Pieck, Nederlands kunstenaar, tweelingbroer van Anton Pieck
- Josef Plojhar, Tsjecho-Slowaaks politicus, verzetsstrijder  en (later geëxcommuniceerd) priester
- Mafalda van Savoye, dochter van de Italiaanse koning Victor Emanuel III
- Jos Schmutzer, Nederlands katholiek politicus, industrieel in Nederlandsch-Indië en stimulator van de inheemse kunsten aldaar
- Jorge Semprún, Spaans schrijver, verzetsstrijder en politicus
- Ernst Thälmann, voorzitter van de KPD, de communistische partij van Duitsland
- Bert Van Hoorick, Belgisch politicus en schrijver
- Isa Vermehren, Duits cabaretière en actrice
- Elie Wiesel, Joods-Amerikaans schrijver, als kind gered door het illegale internationale verzet in het kamp, winnaar Nobelprijs voor de Vrede 1986
- André Wynen, Belgisch arts en verzetsstrijder
- Leendert Pieterse, verzetsheld uit Anna Paulowna
- Jacques Lusseyran, blinde Franse verzetsstrijder, auteur en hoogleraar

Nederlandse gijzelaars, buiten het eigenlijke concentratiekamp geïnterneerd:
- Anton Constandse, journalist, schrijver en anarchist
- Gerrit Diepenhorst, politicus en bestuurder
- Willem Drees, politicus, minister-president van Nederland van 1948 tot 1958
- Pieter Geijl, historicus, hoogleraar, schreef onder pseudoniem A. van der Merwe Het Wachtwoord, 1944
- Jhr. Marinus van der Goes van Naters, jurist, politicus en natuurbeschermer
- Carel Goseling, jurist, politicus, minister van Justitie
- P.H. Ritter jr., letterkundige, publicist en radiopresentator
- Jacob de Rook, visroker, musicus, communist, politicus en verzetsstrijder
- Jo Juda, violist en concertmeester
- Jhr. J.Th.M. Smits van Oyen, burgemeester, bestuurder en curator
- Hendrik Tilanus, beroepsmilitair, politicus en voorman van de CHU

## Na de oorlog
De Amerikanen dwongen circa 2000 burgers van Weimar het kamp te bezichtigen net nadat het was bevrijd. In april 1945 deed de beroemde Amerikaanse CBS-reporter en latere McCarthy-opponent Edward R. Murrow uit de eerste hand verslag van de geconstateerde wreedheden. Dat gebeurde op een onconventionele en confronterende wijze – die hem niet door iedereen in de Verenigde Staten in dank werd afgenomen. Hij reageerde hierop op 15 april 1945 met:
I pray you to believe what I have said about Buchenwald. I have reported what I saw and heard, but only part of it. For most of it I have no words. If I've offended you by this rather mild account of Buchenwald, I'm not in the least sorry.
(Ik bid dat u gelooft wat ik over Buchenwald heb gezegd. Ik heb gerapporteerd wat ik zag en hoorde, maar slechts een deel ervan. Voor het grootste deel heb ik geen woorden. Als ik u heb beledigd met dit vrij milde verslag van Buchenwald, dan spijt het me helemaal niet.)

Tussen mei en augustus 1945 werd het kamp geëvacueerd en overgedragen aan de Sovjet-Unie.

### Bezetting Sovjet-Unie
In de loop van mei 1945 droegen de Amerikanen het gezag over Buchenwald over aan de Sovjet-Unie. Nadat alle gevangenen geëvacueerd waren, werd het kamp door de NKVD, de geheime dienst van de Sovjet-Unie, opnieuw in gebruik genomen. Aanvankelijk werden in het kamp vooral Duitsers geïnterneerd die, mede op basis van door marteling verkregen bekentenissen, werden beschouwd als aanhangers van het naziregime. In toenemende mate werd het kamp echter bevolkt door mensen die op andere gronden waren gevangengezet, met name sociaaldemocraten, boeren en leden van de adel. Naar schatting zaten er 30.000 Duitsers tijdens de Sovjetbezetting in Buchenwald gevangen. Door de barbaarse behandeling lieten ongeveer 7.000 gevangenen het leven. Vanaf 1948 maakte het kamp deel uit van de Goelag. Begin 1950 droegen de Sovjetautoriteiten het kamp en de gevangenen over aan de pas opgerichte DDR. Een deel van de gevangenen werd vrijgelaten, anderen werden gedeporteerd naar de Sovjet-Unie of overgebracht naar tuchthuizen in de DDR.
Tegenwoordig is er een aparte tentoonstellingsruimte voor de periode na de Tweede Wereldoorlog, achter de grote museumruimte van het kamp.
Hierachter is ook net buiten de rondweg van het kamp een bosperceel als massagraf van de slachtoffers uit deze periode, met een gedenkplaats en een rvs-buis voor elk slachtoffer dat er begraven is. (Deze staan tussen de bomen.)
De identiteit van de slachtoffers kon pas na de val van de muur (ca. 1990) achterhaald worden.